# Hoeve Overst-Voerendaal

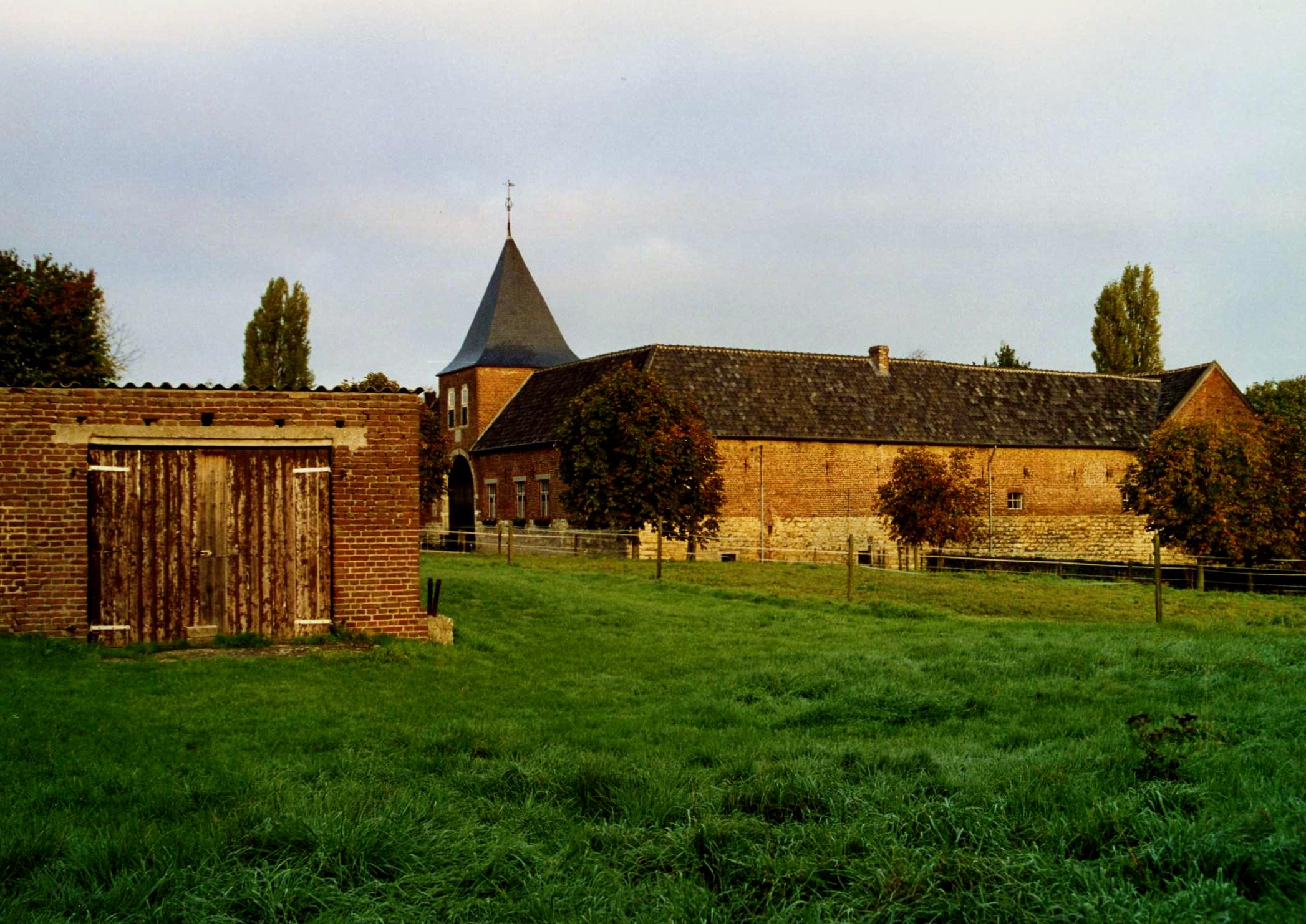
Overst-Voerendaal gezien vanuit het zuidoosten

De Hoeve Overst-Voerendaal is een boerderij aan de zuidkant van Kunrade in de Nederlandse gemeente Voerendaal in Zuid-Limburg. De hoeve staat aan de weg Overst Voerendaal, een kleine zijweg van de Winthagerweg, aan de weg van Kunrade naar Winthagen. Ten noorden van de hoeve ligt de snelweg A79 en op ongeveer 250 meter naar het oosten ligt de Kunradersteengroeve.

## Geschiedenis
In 1570 werd de hoeve voor het eerst vermeld als leengoed.
In 1684 werd de hoofdpoort herbouwd.

## Gebouw
Het complex is een dubbele vierkantshoeve en heeft twee binnenplaatsen. De hoeven zijn onderling overhoeks gesitueerd en zijn opgetrokken in rode baksteen en Kunradersteen.
De zuidoostelijke hoeve heeft in de zuidvleugel een poortgebouw met torenachtige opbouw.

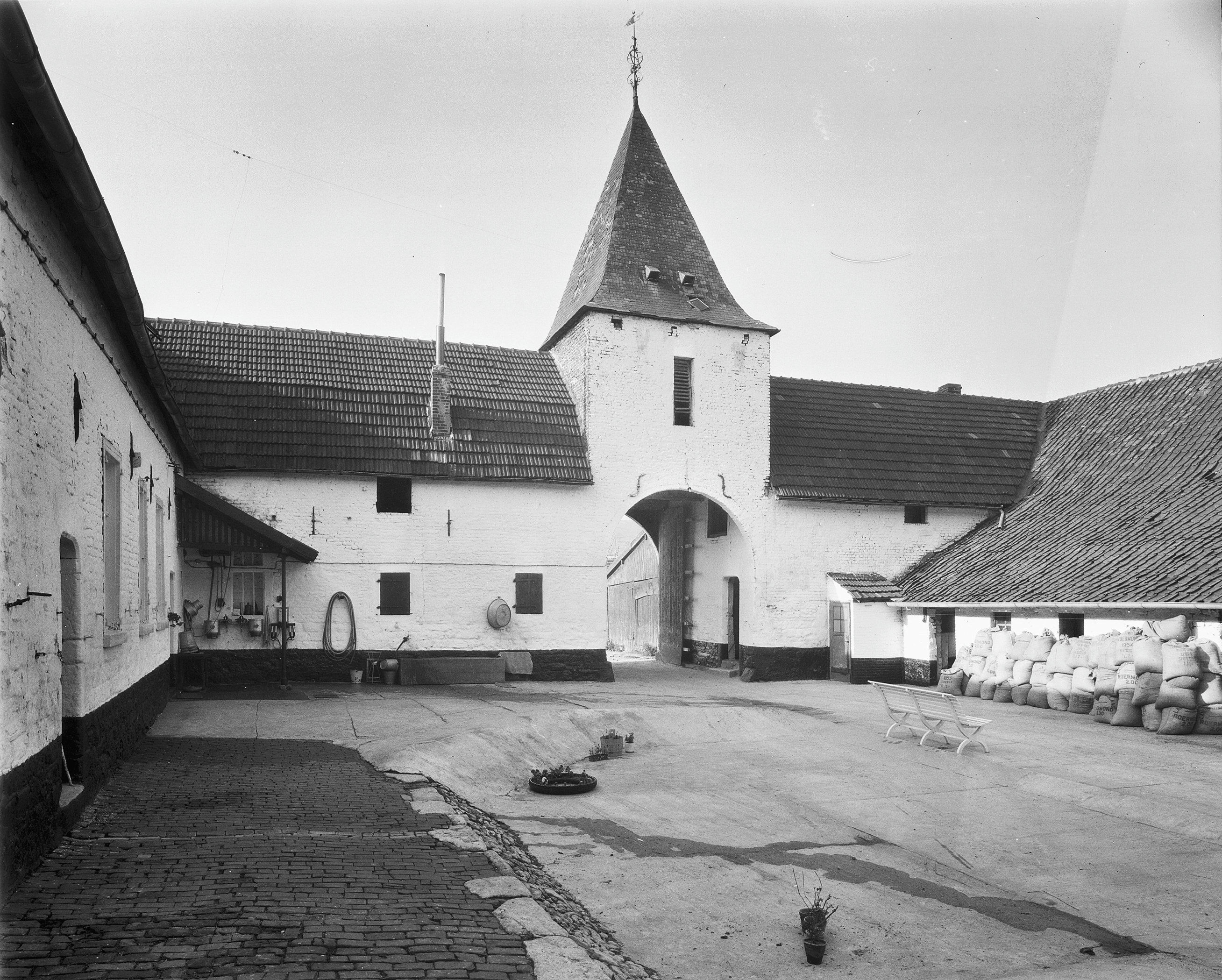
poortgebouw gezien vanaf de binnenplaats
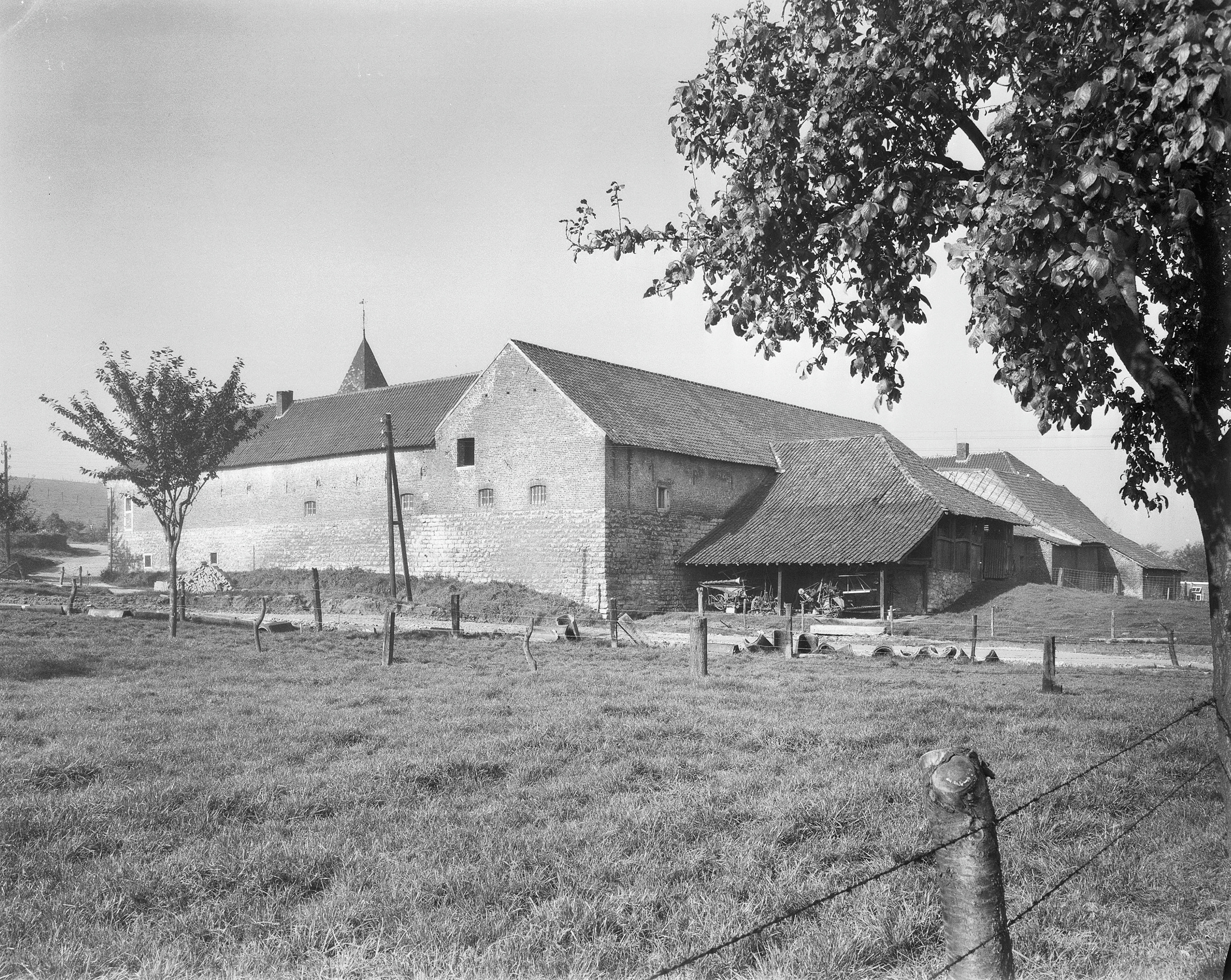
gezien vanuit het noordoosten
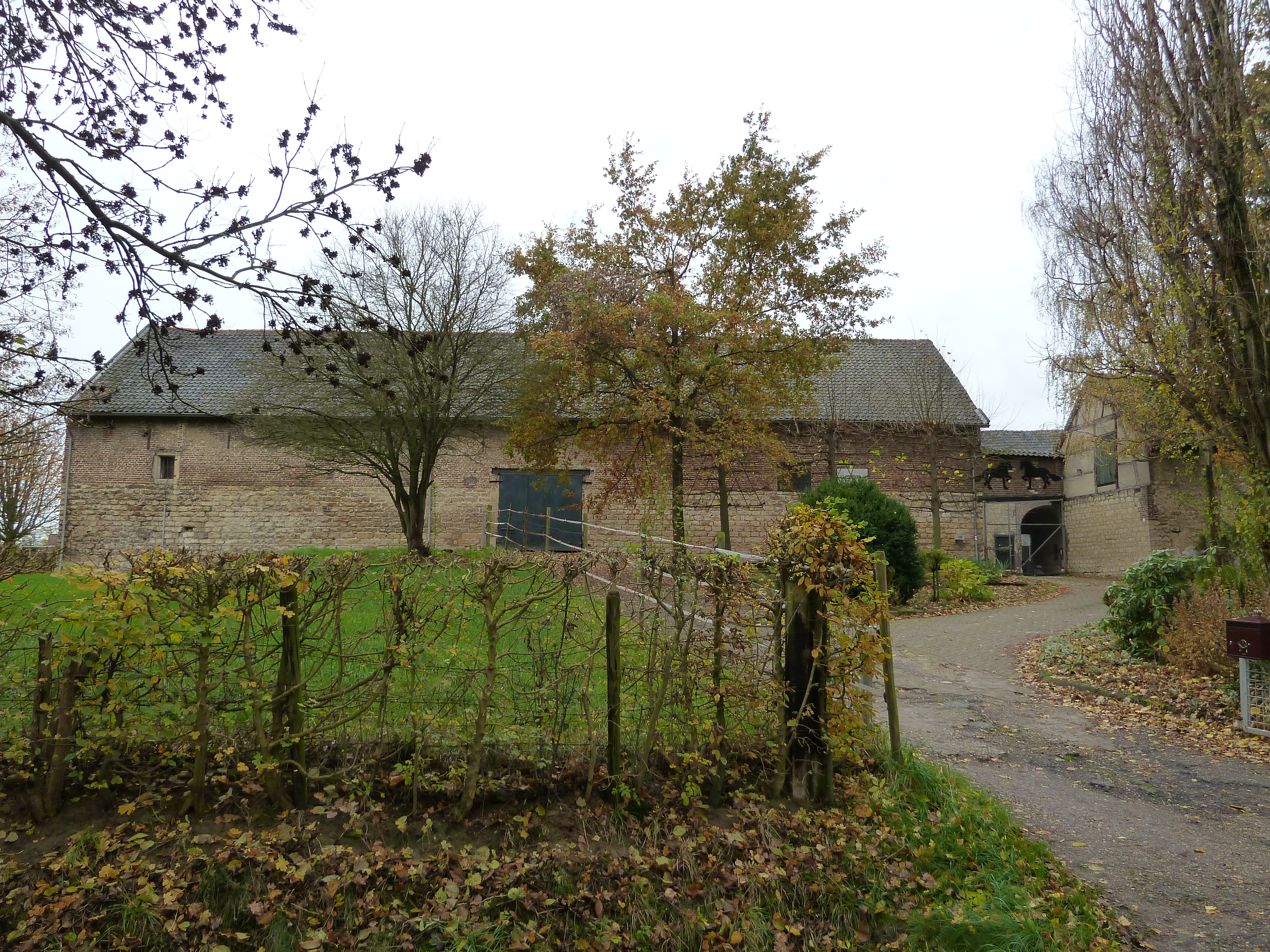
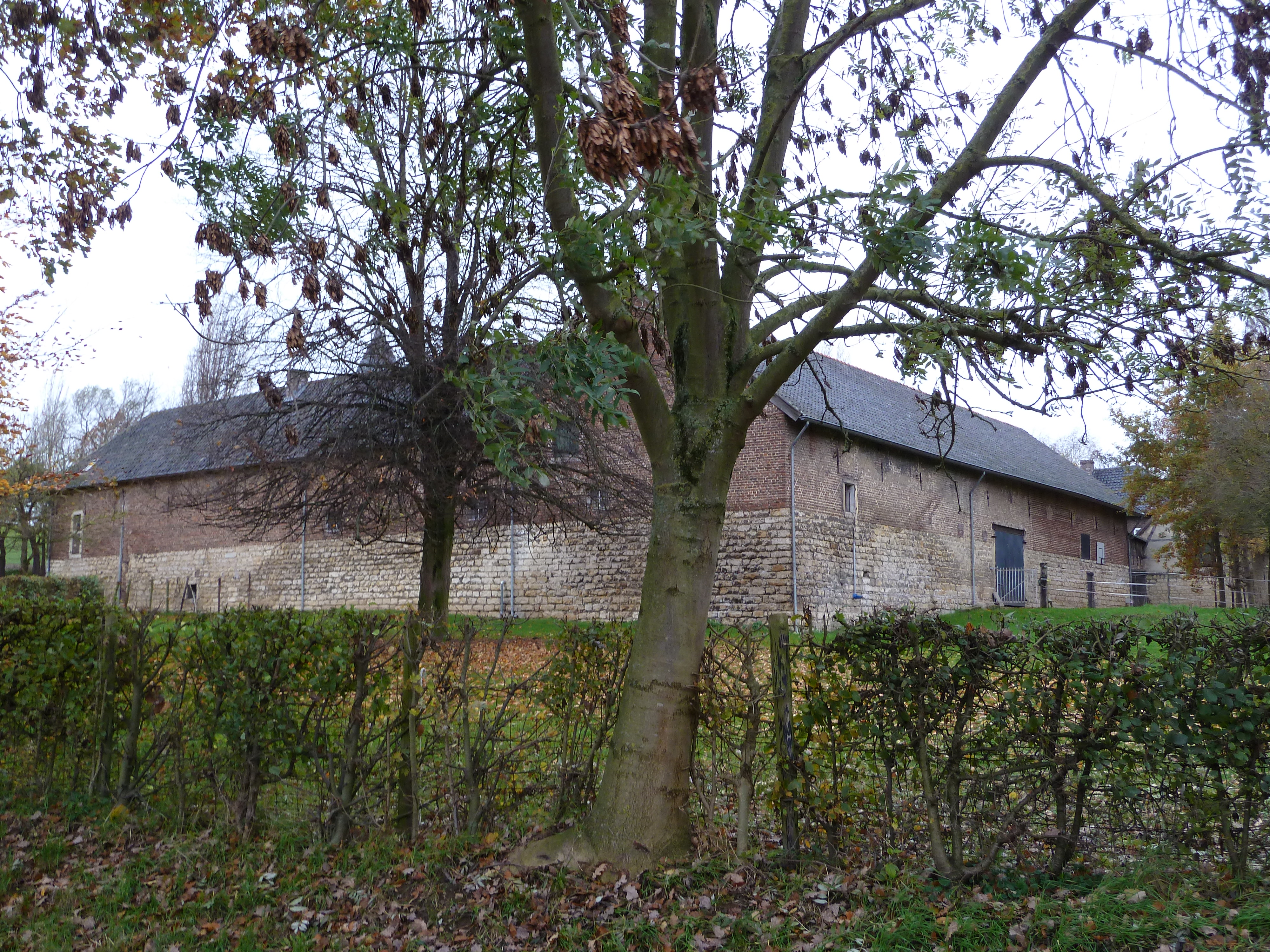